# کلاه پهلوی (مجموعه تلویزیونی)
کلاه پهلوی یک مجموعهٔ تلویزیونی ایرانی در ژانر تاریخی به کارگردانی سید ضیاءالدین دری است که به تهیه‌کنندگی محمدرضا تخت‌کشیان برای پخش از شبکه اول سیما تولید شده‌است. تولید این مجموعه یک دهه به طول انجامیده است. قسمت‌هایی از این مجموعه تلویزیونی در شهرک سینمایی غزالی و بخش‌هایی از آن در شهر ساوه تصویربرداری شده‌است.

## خلاصه داستان
«فرخ باستانی» جوانی ایرانی از طبقه فقیر جامعه است. او پس از تحصیل در مدرسه دارالفنون تهران، برای ادامه تحصیل به پاریس می‌رود.
پاریس در روزهای پس از جنگ جهانی اول شرایط سختی دارد. این وضعیت فشار زیادی به فرخ می‌آورد. او طی حوادثی با دختری ایرانی ـ فرانسوی) به نام بلانش آشنا می‌شود که از پدری فرانسوی و مادری ایرانی متولد شده‌است. فرخ طی ماجراهایی با بلانش ازدواج می‌کند و موفق می‌شود سمت منشی گری «حسن تقی‌زاده» سفیر وقت ایران در پاریس را در فاصله سال‌های ۱۹۳۳ تا ۱۹۳۴ به دست آورد.
تقی‌زاده هنگام بازگشت فرخ باستانی به ایران، طی نامه‌ای خطاب به «علی اصغر حکمت» وزیر فرهنگ و معارف توصیه می‌کند از فرخ در دستگاه حکومت استفاده کند. حکمت نیز به «محمود جم» وزیر داخله توصیه فرخ را می‌کند و به این ترتیب فرخ باستانی به سمت فرماندار یک شهرستان کوچک کویری با نام «سامان» منصوب می‌شود.
فرخ پس از حضور در آن شهرستان به مرور اقدام به تخریب بافت سنتی شهر و جایگزین کردن آن با خیابانی مدرن و مغازه‌هایی جدید می‌کند.
حضور همسر فرانسوی او در آن شهر کوچک و مذهبی نیز به مرور باعث بروز تغییراتی در شهر می‌شود. چندی بعد با صدور فرمان کشف اجباری حجاب بانوان، اتفاق‌های تازه‌ای در شهر سامان رخ می‌دهد. وبلانش را طلاق می‌دهد

## بازیگران
- بازیگران نقش‌های اصلی
- امیرعلی دانایی درنقش فرخ باستانی (فرماندار سامان، منشی سید حسن تقی‌زاده، همسر اول بلانش، همسر شادی مستشارنیا و معشوقه وندی سیمسون)
- نگین محسنی درنقش بلانش بیسه (همسر اول فرخ باستانی، همسر دوم کریم وطن‌پرست، برادرزاده‌ی تره‌گانو، خواهر خواندهٔ ژان، ناتالی و آلن و صاحب مزون مادام بلانش)
- بهاره کیان‌افشار درنقش شادی مستشارنیا (همسر دوم فرخ باستانی)
- امین حیایی درنقش کریم ننه کوکب/کریم سورچی/کریم وطن‌پرست (نوکر نظام صمصامی، شاگرد مؤید، منشی فرخ باستانی، رئیس نظمیهٔ سامان، همسر اول عالیه و همسر دوم بلانش)
- محمدرضا شریفی‌نیا درنقش سید میرزا رضا تدین
- داریوش فرهنگ درنقش نظام صمصامی/صمصام خان (همسر مه‌لقا، پدر حسام صمصامی و ارباب سابق کریم وطن‌پرست)
- مریلا زارعی درنقش فروغ (همسر سید میرزا رضا تدین)
- شقایق فراهانی درنقش مه‌لقا (همسر نظام صمصامی، مادر حسام صمصامی، مدیر کانون بانوان سامان و معشوقه ژان)
- بازیگران نقش‌های تاریخی
- قطب‌الدین صادقی درنقش سید حسن تقی‌زاده (وزیر مختار ایران در فرانسه)
- فرهاد آئیش درنقش سرپاس مختاری (رئیس شهربانی کل کشور)
- رضا فیاضی درنقش علی‌اصغر حکمت (وزیر فرهنگ و معارف دولت فروغی)
- جمشید شاه‌محمدی درنقش مستشارنیا (سفیر کبیر ایران در ترکیه، همسر مهرآفرین مستشارنیا و پدر شادی مستشارنیا)
- غلامرضا علی‌اکبری درنقش محتشم‌السلطنه اسفندیاری (سفیر کبیر و وزیر خارجهٔ ایران)
- پاول بندی درنقش ریدر بولارد (سفیر انگلیس در ایران)
- مایک پاور در نقش پروفسور آرتور پوپ (باستان‌شناس آمریکایی)
- نانسی تات درنقش فیلیس اکرمن (باستان‌شناس آمریکایی و همسر پروفسور پوپ)
- ژان-مارک مایوری درنقش آلبر لوبرن (رئیس‌جمهور فرانسه)
- داریوش پیرو درنقش حسین علاء (سفیر ایران در فرانسه)
- اسفندیار مهرتاش درنقش فرخی یزدی (شاعر و روزنامه‌نگار آزادی‌خواه)
- پرویز نیک‌نژاد درنقش دکتر تقی ارانی (فعال سیاسی کمونیست)
- حسام بیگدلو درنقش عبدالصمد کامبخش (فعال سیاسی چپ)
- عبدالله اسفندیاری درنقش شیخ‌الاسلام عبدالکریم حائری یزدی (بنیان‌گذار حوزهٔ علمیهٔ قم)
- تینو صالحی درنقش سید روح‌الله خمینی در جوانی
- بازیگران نقش‌های مکمل
- رضا کیانیان درنقش حاجی خان
- داوود رشیدی درنقش موسیو آلفونس (کشیش فرانسوی)
- سیروس گرجستانی درنقش یاور نیکوکار (رئیس نظمیهٔ سامان)
- عباس امیری‌مقدم درنقش آقا ذبیح‌الله توکلی (همسر قدسی، پدر امیر توکلی و نفیسه توکلی، دوست سید میرزا رضا تدین، سید علی و نظام صمصامی)
- سارا خوئینی‌ها درنقش عالیه/عالیه مفتش/ فرخ‌لقا/ویدا شاهانی (خدمتکار فرمانداری، همسر اول کریم وطن‌پرست، همسر اول سیروس دژاکام، مادر سپیده دژاکام و صاحب مزون پاریس)
- ماه‌چهره خلیلی درنقش وندی سیمسون (کارمند سفارت انگلیس در ایران و معشوقه فرخ باستانی)
- فخرالدین صدیق‌شریف درنقش آقای احسان (قاضی سامان)
- داریوش کاردان درنقش جوانشیر (مقام ارشد ادارهٔ سیاسی شهربانی)
- ثریا قاسمی درنقش مرصع خانم (مادر میرزا رضا تدین)
- گوهر خیراندیش درنقش مهر آفرین مستشارنیا (مادر شادی مستشارنیا)
- حسام نواب‌صفوی درنقش سیروس دژاکام (شوهر دوم عالیه و بنکدار کریم وطن‌پرست)
- مایکل روب درنقش تره‌گانو (پدر خواندهٔ بلانش)
- فردریک گوئیلاوت درنقش آلن (برادر ژان)
- ماری بندیکت روی درنقش بندیکت (صاحب‌خانهٔ فرخ باستانی در پاریس)
- رحمان باقریان درنقش آسید علی (دوست سید میرزا رضا تدین و آسیابان)
- فرشید ابراهیمیان درنقش مؤید (رئیس ادارهٔ فرهنگ اوقاف و صنایع مستظرفهٔ سامان، استاد کریم وطن‌پرست و پدر پری و پریوش)
- بیوک میرزایی درنقش ماشاالله خان (همسر فخرالسادات و دوست نظام صمصامی، داوود و سید میرزا رضا تدین)
- مهدی تقی‌نیا درنقش داوود خان (دوست نظام صمصامی، ماشاالله و سید میرزا رضا تدین)
- صالح میرزا آقایی در نقش ژان (برادر خواندهٔ بلانش)
- آنا نعمتی درنقش زرین‌تاج تربیت (مدیر کانون بانوان)
- امیرحسین آرمان درنقش امیر توکلی (پسر ذبیح‌الله توکلی)
- آناهیتا دری درنقش تهمینه سهرابی (معلم مدرسهٔ سامان)
- نیلوفر خوش‌خلق درنقش فاطمه‌السادات تدین (خواهر سید میرزا رضا تدین و همسر سید اکبر)
- شهره لرستانی درنقش شایسته (همسر جوانشیر)
- مریم بوبانی درنقش آغا بی‌بی (دایهٔ نظام صمصامی)
- نادیا دلدارگلچین درنقش آسیه (همسر سید علی)
- نادر سلیمانی درنقش رضا شوفر
- سپند امیرسلیمانی درنقش بهرام صولتی (کلاه فروش)
- شهروز ابراهیمی درنقش خسرو کاووسی (عکاس)
- کاظم افرندنیا درنقش افراسیابی (معاون ادارهٔ سیاسی)
- اکبر رحمتی درنقش مش جعفر (خدمتکار نظام صمصامی)
- رحمان حسینی درنقش آقای سلامت
- جواد زیتونی درنقش مظفر (رفتگر سامان)
- محمد حاج‌حسینی درنقش مُلا احمد (کسبهٔ بازار)
- آزیتا ترکاشوند درنقش فخرالسادات (همسر ماشاالله خان)
- حنانه شهشهانی درنقش پریوش (دختر مؤید و همسر بهرام)
- رز رضوی درنقش نفیسه توکلی (دختر ذبیح‌الله توکلی)
- مژگان ربانی درنقش توران (خواهر داوود خان)
- مژگان جودی درنقش جیران (کارمند سفارت ترکیه در ایران)
- فرحناز منافی ظاهر درنقش قدسی (همسر ذبیح‌الله توکلی)
- تورج فرامرزیان درنقش یعقوب
- مسعود سخایی درنقش کمالی (دستیار جوانشیر)
- مهیار پورحسابی درنقش جوهر خالدار
- علی پیشدادیان درنقش بیگدلی
- کامبیز زندی درنقش استوار کرمانی
- سعید جم درنقش مش علی‌اصغر
- آن ژاک درنقش مدیر مدرسهٔ آلیانس
- ورونیکا دری‌یر درنقش ناتالی (خواهر خواندهٔ بلانش)
- ژان-کلود وویسون درنقش موسیو بودار (وزیر مختار فرانسه در ایران)
- مهدی آگاهی درنقش اصغری
- مسعود حجازی‌مهر درنقش سید اکبر (همسر فاطمه تدین)
- پرویز عاشورنیا درنقش مشدعلی (سرایدار تولیدی لباس)
- ابراهیم بحرالعلومی درنقش حاج حسین (کسبهٔ بازار)
- کیانوش گرامی درنقش اسی (سرکردهٔ اوباش)
- فرامرز روشنایی درنقش شهباز (معاون ادارهٔ شهربانی سامان)
- سید عبدالحسین حجت‌الاسلامی
- سید نویدالدین دری درنقش سید محمد علی (پسر سید علی و همسر آفاق تدین)
- ساناز طاهری درنقش آفاق تدین (دختر میرزا رضا تدین و همسر سید محمد علی)
- امین ایمانی درنقش اسفندیار سهرابی (نامه‌بر فرمانداری و برادر تهمینه سهرابی)
- ساناز کاشمری درنقش پری (دختر مؤید و همسر خسرو)
- سید رضا نمازی درنقش میرزا آقا (کسبهٔ بازار)
- سیامک وکیلی درنقش مش فرج
- اصغر تنهایی درنقش اصغر
- حمید سرلک درنقش حمید
- سید محمد سپه‌سالار درنقش سقا
- مرتضی درخشنده درنقش سید مستمند
- احمد صلاحی درنقش معمار اسحاق
- اسماعیل سلطانیان درنقش مأمور گمرک
- کرامت رودساز درنقش فرمانده لشکر
- علی پویان درنقش نورسته‌فر (نمایندهٔ سامان در مجلس)
- آرش عبدالعظیمی درنقش قاضی رستم‌خانی
- علاءالدین قاسمی درنقش کربلایی محمود
- محمد رضایی درنقش امام‌خوان تعزیه
- الکساندر خوروکوف درنقش افسر روس
- محسن میرزاعلی درنقش نقال
- محمدرسول صفری درنقش عباس جگرکی
- حسام‌الدین توکلی درنقش ایرج خیاط
- ساسان اعلاییان درنقش شهریار آرایشگر
- مرتضی علیزاده درنقش مرتضی قناد
- ناصر نعمتی درنقش حسین چلویی
- پیام پورنصیر درنقش بلورچی
- احمد شاهرخ
- سام حسامی درنقش حسام صمصامی (پسر نظام صمصامی و مه‌لقا)
- رضا دلاوری درنقش غلام
- اصغر حکیمی درنقش نورالله (خدمتکار حاجی خان)
- مسعود منصوری درنقش ابرام سلاخ
- علی‌اصغر غمخوار درنقش پستچی
- هوشنگ معصفری درنقش درویش
- عباس لشگری درنقش روحانی سامان
- حسین توکلی درنقش عبدالله پاسبان
- علی فرجام فر درنقش فتح‌الله پاسبان
- هادی کرمی درنقش رانندهٔ مرزی
- مختار سائقی درنقش اهالی سامان
- مسعود بهنام درنقش دکتر
- پرویز سهیل درنقش مأمور نظمیه
- عباد کریمی درنقش کربلایی صراف
- یاسین ارباب درنقش جوان زندانی
- شایان احمدی درنقش استوار احمدی
- ساقی زینتی در نقش همسر یاور نیکوکار
- سارا منجزی درنقش تانیا
- ریحانه سلامت درنقش مهتاج
- سحر آربین درنقش گلدسته
- تینا افشار درنقش چهره‌پرداز و گیرمور

## بازخورد
خسرو معتضد:
| « | بسیاری از بخش‌های طراحی داستان این سریال واقعیت ندارد، در آن زمان زن‌های فرانسوی به ایران می‌آمدند و حتی در ایران زندگی می‌کردند اما اصلاً شرایط اینطور نبوده که بخواهند به زنان محلی آن هم در شهرهای کوچک فرانسه تدریس کنند. هیچ قصه مشابه این قصه در کتابی نقل نشده. ....... دربارهٔ طراحی صحنه این سریال هم مشکلاتی وجود دارد؛ مثلاً ما در کلاه پهلوی ماشین جیپ می‌بینیم در حالی که جیپ در دنیا در سال ۱۹۴۱ ساخته شد و دو سال بعد آمریکایی‌ها آن را به ایران آوردند که با زمان وقوع اتفاق‌های سریال هماهنگ نیست. یا دیده‌ام که روی درجه‌های پلیس دقت نمی‌کنند؛ مثلاً غیر از برخی اشتباهات در پوشش بازیگران، سردوشی و قبه‌های پلیس‌ها هم غلط است. | » |

## جوایز و نامزدها
| ۱۳۹۳ | چهاردهمین دوره جشن حافظ |                                  |                   |          |
| ۱۳۹۳ | چهاردهمین دوره جشن حافظ | بهترین کارگردانی تلویزیونی       | سید ضیاءالدین دری | نامزدشده |
| ۱۳۹۳ | چهاردهمین دوره جشن حافظ | بهترین فیلمنامه تلویزیونی        | سید ضیاءالدین دری | نامزدشده |
| ۱۳۹۳ | چهاردهمین دوره جشن حافظ | بهترین بازیگر مرد درام تلویزیونی | امین حیایی        | نامزدشده |
| ۱۳۹۳ | چهاردهمین دوره جشن حافظ | بهترین بازیگر زن درام تلویزیونی  | بهاره کیان افشار  | نامزدشده |
| ۱۳۹۳ | چهاردهمین دوره جشن حافظ | بهترین بازیگر زن درام تلویزیونی  | شقایق فراهانی     | نامزدشده |